# Classe Sin Hung
La classe Sin Hung  est une classe de torpilleur de la marine populaire de Corée.

## Historique
La production de cette classe a cessé en 1983. Son armement de base se compose de deux tubes lance-torpilles de 450 millimètres, bien que certains navires transportent à la place des tubes lance-torpilles de 533 millimètres, avec un armement de deux paires de canon de 14,5 millimètre.